# Aeropuerto Internacional Charles Kirkconnell
El Aeropuerto Internacional Charles Kirkconnell  (en inglés: Charles Kirkconnell International Airport) (IATA: CYB, ICAO: MWCB) es un aeropuerto situado en Caimán Brac, en las Islas Caimán un territorio dependiente del Reino Unido en el Mar Caribe. Es uno de los centros de Cayman Airways con vuelos a Aeropuerto Internacional Owen Roberts en Gran Caimán, y Edward Bodden Aeródromo en Pequeño Caimán. Es el único aeropuerto en Caimán Brac. El aeropuerto fue renombrado Charles Aeropuerto Internacional Kirkconnell , en memoria del Capitán Charles Leonard Kirkconnell, un prominente hombre de negocios local, con fuertes vínculos con las Islas Hermanas (Sister Islands). Su nombre anterior era el aeropuerto internacional de Gerrard -Smith .

## Aerolíneas y destinos
| Aerolíneas             | Destinos                             |
| ---------------------- | ------------------------------------ |
| Cayman Airways         | Gran Caimán, Miami                   |
| Cayman Airways Express | Gran Caimán, Pequeña Caimán          |
| Island Air             | Chárter: Gran Caimán, Pequeña Caimán |

Cayman Airways opera el servicio con el avión Boeing 737 MAX en el aeropuerto con vuelos sin escalas varias veces por semana a Gran Caimán, así como sin escalas desde Miami, mientras que Cayman Airways Express vuela con turbohélices Saab 340B a la isla vecina de Pequeño Caimán y a Gran Caimán.